# 伯德島 (南喬治亞群島)
54°1′S 38°3′W / 54.017°S 38.050°W

伯德島位於南喬治亞島以西

伯德島是大西洋的島嶼，屬於南喬治亞群島的一部分，長4.8公里、寬0.8公里，面積3.4平方公里，最高點海拔高度356米，由英國探險家詹姆斯·庫克在1775年1月14日發現，島上人口僅4人。

## 外部連結
- BAS Bird Island page（页面存档备份，存于）
- Map（页面存档备份，存于）